# Isla Redonda
Isla Redonda är en ö i Spanien.   Den ligger i provinsen Murcia och regionen Murcia, i den sydöstra delen av landet, 400 km sydost om huvudstaden Madrid.
Terrängen på Isla Redonda är varierad.